# Pseudosagitta gazellae
Pseudosagitta gazellae är en djurart som tillhör fylumet pilmaskar, och som först beskrevs av Ritter-Zahony 1909.  Pseudosagitta gazellae ingår i släktet Pseudosagitta och familjen Sagittidae. Inga underarter finns listade i Catalogue of Life.